# Montrose (Missouri)
Montrose – miasto w Stanach Zjednoczonych, w stanie Missouri, w hrabstwie Henry.